# T-714
La T-714 és una carretera local de les comarques de la Ribera d'Ebre i del Priorat. Duu la T perquè és de les carreteres que pertanyen a la demarcació de Tarragona. Discorre pels termes municipals de Cabassers, al Priorat, la Torre de l'Espanyol i Vinebre, a la Ribera d'Ebre.
La carretera arrenca de la T-702 en terme de Cabacés, just a l'extrem de migdia del pont sobre el riu de Montsant, al sud-oest del Mas del Cuero. Des d'aquell lloc la T-714 s'adreça, fent nombroses giragonses, cap al sud-oest, i en quasi 4 quilòmetres arriba al Coll de la Torre, on canvia de terme municipal i de comarca: entra en el terme de la Torre de l'Espanyol, i a la Ribera d'Ebre.
Segueix per la dreta el barranc de la Torre, i en 11 quilòmetres i mig arriba a prop de l'extrem occidental de la Torre de l'Espanyol. Des d'aquest lloc continua cap a ponent, però decantant-se cap al sud,